# 银露梅
银露梅（学名：Potentilla glabra）为蔷薇科委陵菜属下的一个种。

## 扩展阅读
- 維基物種上的相關：银露梅